# Ravenwood
Ravenwood – miasto w Stanach Zjednoczonych, w stanie Missouri, w hrabstwie Nodaway.